# معركة كيب ماتشيتشاكو
معركة كيب ماتشيتشاكو هي معركة بحرية وقعت في 5 مارس 1937 قبالة بيرميو خلال الحرب الأهلية الإسبانية، بين الطراد القومي الإسباني الثقيل كنارياس وأربعة زوارق تابعة للبحرية الباسكية ترافق قافلة جمهورية. كانت الزوارق المسلحة تحمي سفينة النقل غالداميس، التي كانت تبحر إلى بلباو وعلى متنها 173 راكبًا.

## البداية
في 4 مارس غادرت بايون الفرنسية أربع زوارق مسلحة تابعة لقسم البحرية الباسكية المساعدة للبحرية الجمهورية الإسبانية. وكان هدفهم هو الدفاع عن حمولة غالداميس من ركاب وآلات وأسلحة وإمدادات و 500 طن من عملات النيكل المعدنية تابعة لحكومة الباسك. أبحرت كنارياس من فيرول بقيادة القبطان سلفادور مورينو، مع أوامر بإيقاف سفينة النقل غالداميس، التي كانن تسير بأنوار وراديو مطفأ، وتمكنت من الهروب بمساعدة سفن الحراسة.
في صباح اليوم التالي بينما كانت جميع الزوارق تراقب كنارياس، انضمت غالدامس إليهم مرة أخرى. 

## الاشتباكات
أول زورق اكتشفه طراد كنارياس كان جيبوزكوا، على بعد 30 كيلومترًا (19 ميلًا) شمال بلباو. فتعرض جسر الزورق الباسكي ومدفعه للتدمير الأمامي. وأدى إطلاق النار من جيبوزكوا إلى مقتل بحار كنارياس وإصابة آخر. تمكن زورق مسلح يحمل خمسة قتلى و 20 جريحًا من الاقتراب من الساحل، فأجبرت مدفعية الشاطئ كنارياس  على التراجع. وقد حاولت السفينتين نافارا ودونوستيا منع كنارياس  من الوصول إلى غالداميس واشتبكوا معها.
انسحبت دونوستيا من المعركة بعد أن أطلق كنارياس النار عليها، لكن نافارا قاومت لمدة ساعتين تقريبًا. ثم أصيبت في النهاية في المرجل فتوقفت؛ نجا 20 رجلاً عن الزورق الغارق، بينما فقد 29 آخرون معها، بمن فيهم قبطانها إنريكي مورينو بلازا.
استولى الطراد القومي على سفينة النقل غالداميس، التي أصيبت بطلقة منه وفقدت أربعة ركاب،. ووصلت الزوارق غيبوثكوا إلى بورتغاليتي مصابة بأضرار بالغة وتوجهت بيزكايا إلى بيرمو، حيث ساعدت التاجر الإستوني يوربروك بحمولة تشمل ذخيرة و 42 مدفعًا جبليًا يابانيًا من طراز 31 75 ملم، استولت عليها كنارياس  سابقًا فأطلقتها. ولجأت دونوستيا إلى ميناء فرنسي.

## النتائج
تم إنقاذ الناجين العشرين من نافارا من قبل القوميين، حيث نقلوهم على متن كنارياس. وبدلاً من العداء المتوقع وسوء المعاملة، حصلوا على المساعدة الطبية، وتوسط كل من قائد الطراد القومي المستقبل الأدميرال سلفادور مورينو والكابتن مانويل كالديرون مع فرانكو عندما حُكم على بحارة الباسك بالإعدام انتقاما لإطلاق النار على اثنين من أفراد طاقم السفينة. استولى المتعاطفين الجمهوريين على الزورق المسلح فيرجن ديل كارمن ونقلوا مساره إلى بلباو في ديسمبر 1936. وفي النهاية تم تبرئة الناجين وإطلاق سراحهم في عام 1938.
في المقابل سُجن أحد ركاب سفينة جالدامس السياسي الديمقراطي المسيحي مانويل كاراسكو فورميجويرا من كاتالونيا، وأُعدم في 9 أبريل 1938.